# Dawa Norbu
Pour les articles homonymes, voir Dawa (prénom tibétain) et Norbu.
Dawa Norbu (tibétain : ཟླ་བ་ནོར་བུ, Wylie : zla ba nor bu ; juillet 1949 au Tibet -28 mai 2006 à New Delhi en Inde) est un écrivain et professeur tibétain spécialiste de l'Asie centrale et des relations internationales.

## Biographie
D'origine paysanne, Dawa Norbu est né au Tibet en juillet 1949 à Tashigang, un petit village près de la ville de Sakya au Tibet central. Son père, un ancien moine, est mort d'une maladie le 27 septembre 1952 (une tempête de poussière affecta ses yeux, induisant une infection). Sa mère très affectées l'est encore plus quelques semaines plus tard, quand elle perd deux de ses sept enfants : sa fille de deux ans et son fils de quatre ans sont morts de la varicelle. Près de perdre la raison, elle ne put récupérer que grâce à sa forte foi dans le bouddhisme,. Après le soulèvement tibétain de 1959, il s'est enfui avec sa mère et d'autres parents et arrive en Inde fin 1959.
Dawa Norbu a reçu une formation scolaire au Collège Saint-Étienne, à l'université de Delhi. Aux USA, il a enseigné à l'université de San Francisco.
Entre 1973 et 1977, Dawa Norbu est rédacteur en chef du magazine Tibetan Review.
En 1976, il commença des études à l'université de Californie à Berkeley, où il obtint son Ph.D en 1982, en faisant le premier Tibétain à obtenir un doctorat aux États-Unis.
Dawa Norbu a été professeur à la School of International Studies de l'université Jawaharlal-Nehru de New Delhi de 1987 à 2006, et professeur honoraire à l'université de Durham. Il a publié fréquemment dans les revues The China Quarterly, Asian Survey, Pacific Affairs and International Studies, et Royal Central Asian Society Journal.
Sa femme et ses deux enfants lui survivent.

## Prix
Il a reçu le prix littéraire du Congrès de la jeunesse tibétaine en 1998.

## Hommages
Une conférence annuelle en sa mémoire est organisée en Inde depuis 2015 ,.

## Ouvrages
- 1992 : (en) Culture and the politics of Third World nationalism. Routledge,  (ISBN 9780415080033)
- 1974 : (en) Red star over Tibet. Collins,  (ISBN 9780002118422)
- 1992 : (en) Ethnicity and politics in Central Asia. South Asian Publishers,  (ISBN 9788170031567)
- 1996 : (en) Tibet, coécrit avec Yeshi Choedon, Roli Books Pvt Ltd,  (ISBN 9788174370945), (fr) Ed: Celiv, Paris, 1997,  (ISBN 2-86535-352-4)
- 1998 : (en) Tibet : the road ahead. Rider & Co,  (ISBN 978-0712671965)
- 2001 : (en) China's Tibet policy. Routledge,  (ISBN 9780700704743)

## Articles
- L'autodétermination, la seule solution satisfaisante ?, Actualités tibétaines - 4e trimestre 1998